# Laxmannia gracilis
Laxmannia gracilis är en sparrisväxtart som beskrevs av Robert Brown. Laxmannia gracilis ingår i släktet Laxmannia och familjen sparrisväxter. Inga underarter finns listade i Catalogue of Life.